# Boxing Day
Second day of Christmas o Boxing Day en inglés, o zweiter Weihnachtsfeiertag en alemán, traducido al español «segundo día de Navidad», es una  tradición que en algunos países se celebra el 26 de diciembre, una vez  terminada  la Navidad.
Boxing Day es una festividad celebrada principalmente en el Reino Unido y otras naciones que pertenecieron al Imperio británico. En Alemania, en Europa central y en los países de Europa del Norte se celebra el «segundo día de navidad». En algunos de estos países es un día festivo. Se suele celebrar el 26 de diciembre, y durante la fecha se promueve la realización de donaciones y regalos a los pobres.
En el calendario litúrgico de la cristiandad occidental, el 26 de diciembre es el segundo día de Navidad y también el día de San Esteban.
Su origen se remonta a la Edad Media. Se ha sugerido que después de la Navidad las clases nobles entregaban cestas de Navidad, cajas o cestas con comida y frutas a su servidumbre. También se ha propuesto que en este día los sacerdotes sacaban a la vista cajas con donaciones de caridad hechas previamente. Otra teoría indica que el 26 de diciembre los empleados y aprendices se dirigían a sus puestos de trabajo con una caja donde el patrono depositaba dinero. Al final del día, los empleados se dividían el dinero, lo que constituía una especie de aguinaldo.

## Día festivo
El 26 de diciembre es un día festivo en los siguientes países europeos: Alemania, Andorra, Austria, Bulgaria, Chipre, Croacia, Dinamarca, Eslovaquia, Estonia, Finlandia, Grecia, Hungría, Irlanda, Islandia, Italia, Letonia, Liechtenstein, Lituania, Luxemburgo, Noruega, Países Bajos, Polonia, Rumania, Suecia, República Checa y en Reino Unido. En España solo es festivo en Cataluña y las Islas Baleares.
El 26 de diciembre es día festivo en Francia pero solo en las regiones pertenecientes a Alemania entre 1871 y 1918, los departamentos actuales Bajo Rin, Alto Rin y  Mosela. 
El 26 de diciembre también se considera día festivo en la Comunidad Germanófona de Bélgica, en el archipiélago portugués de Madeira (Primeira Oitava) y en casi todos los cantones de Suiza, pero no hay regulaciones nacionales. En el resto de Europa no es un día festivo.

## Etimología
Según el diccionario Oxford English Dictionary, Boxing Day viene de la tradición anglosajona de darle una Christmas-box (literalmente caja o paquete de Navidad) al cartero, mensajero, trabajadores del servicio doméstico, etc.
En el Reino Unido fue una costumbre de los comerciantes el entregar Christmas boxes (cajas de Navidad) de dinero o de regalos a sus trabajadores en el primer fin de semana después de la Navidad como agradecimiento a un buen servicio otorgado en el año. Esto es mencionado en el diario de Samuel Pepys el 19 de diciembre de 1663. Esta costumbre estaba unida a una antigua tradición británica, cuando los sirvientes de los ricos tenían permitido salir al día siguiente para visitar a sus familias. Los empleadores podían darle a cada sirviente una caja para llevar a su hogar conteniendo bonos de regalos y en algunas ocasiones, sobras de comida.
En Sudáfrica (antigua colonia británica), todavía en la década de 1980, los lecheros y los recolectores de basura, quienes normalmente tenían poco contacto con las personas a quienes servían, utilizaron la costumbre de tocar las puertas preguntando por una Christmas box, recibiendo una pequeña donación en efectivo, en la semana anterior o posterior a la Navidad.
En la tradición europea, se ha acostumbrado dar dinero y otros regalos a quienes dan un servicio necesario, costumbre que viene desde la Edad Media, aunque el origen exacto es desconocido. Se ha creído que es debido a una referencia a una caja de limosnas colocadas en áreas de rendición de culto, que recolectaban donaciones para los pobres. También puede ser una costumbre de fines del Imperio romano o principios de la era Cristiana, donde las cajas de metal eran colocadas fuera de las iglesias y se utilizaban para colectas especiales ofrecidas y esta también a la fiesta de San Esteban.

## Fecha deBoxing Day
Boxing Day es una fiesta secular que tradicionalmente se celebra el 26 de diciembre, el día después de Navidad. El 26 de diciembre es también el día de San Esteban, una festividad religiosa.
En el Reino Unido, Boxing Day es día festivo para los bancos (en Inglaterra, Gales y en Irlanda del Norte desde 1871). Cuando el 26 de diciembre cae en sábado, la festividad del Boxing Day se mueve al día sustituto, que es el siguiente lunes. Si el 26 de diciembre cae en domingo, la fiesta se realiza al siguiente martes. Como el Boxing Day es tradicionalmente el primer día de la semana (históricamente sábado o domingo) después de Navidad, técnicamente no puede celebrarse un domingo, ya que es considerado como un día de rendición de culto. Por lo tanto, el 26 de diciembre hoy en día se refiere al Boxing Day, aunque caiga en domingo.
En Escocia, el Boxing Day ha sido especificado como un día feriado bancario desde 1974 por la Royal Proclamation under the Banking and Financial Dealings act of 1971.
En Irlanda, cuando la isla completa era parte del Reino Unido, el Bank Holiday Act of 1871 estableció el día festivo de San Esteban como un día de celebración pública el 26 de diciembre. Después de la partición en 1920, Irlanda del Norte volvió al nombre británico de Boxing Day.
En Australia, el Boxing Day es un día festivo federal, a excepción del estado australiano de Australia Meridional, donde es conocido como el "Día de la Proclamación", en el primer día de la semana después del día de Navidad.
En Nueva Zelanda, el Boxing Day es un día festivo oficial. Se paga extra y se compensa el día a los empleados que trabajan en Boxing Day.
En Canadá, el Boxing Day es un día festivo federal: Oficinas del Gobierno, bancos y oficinas postales están cerradas. En algunas provincias de Canadá, el Boxing Day es un día festivo que se celebra el 26 de diciembre. En las provincias canadienses donde el Boxing Day es oficial y llega a caer en sábado o domingo, se dan días de compensación en la siguiente semana.
En Estados Unidos, el 26 de diciembre no se celebra el Boxing Day por el Gobierno Federal. Por lo tanto esto puede convertirse en una extensión del Día de Navidad cuando la Navidad cae domingo, que afecta a las oficinas Federales y sus servicios. 
También se ven afectados bancos, oficinas postales y mercados de valores. El día 26 es festivo en algunos Estados, principalmente en los Estados del sudeste: Kentucky, Carolina del Norte, Carolina del Sur o Texas, pero no es conocido como Boxing Day. 
El 5 de diciembre de 1996, el gobernador de Massachusetts, Wiliam F. Weld, declaró el 26 de diciembre como el Boxing Day en ese estado, en respuesta al apoyo de una coalición local de ciudadanos británicos que «habían transportado la tradición inglesa a Estados Unidos», pero no es considerado día festivo.
En Nigeria, el 26 de diciembre es festivo público para trabajadores y estudiantes. Cuando cae sábado o domingo, el festivo se celebra el lunes.

## Compras

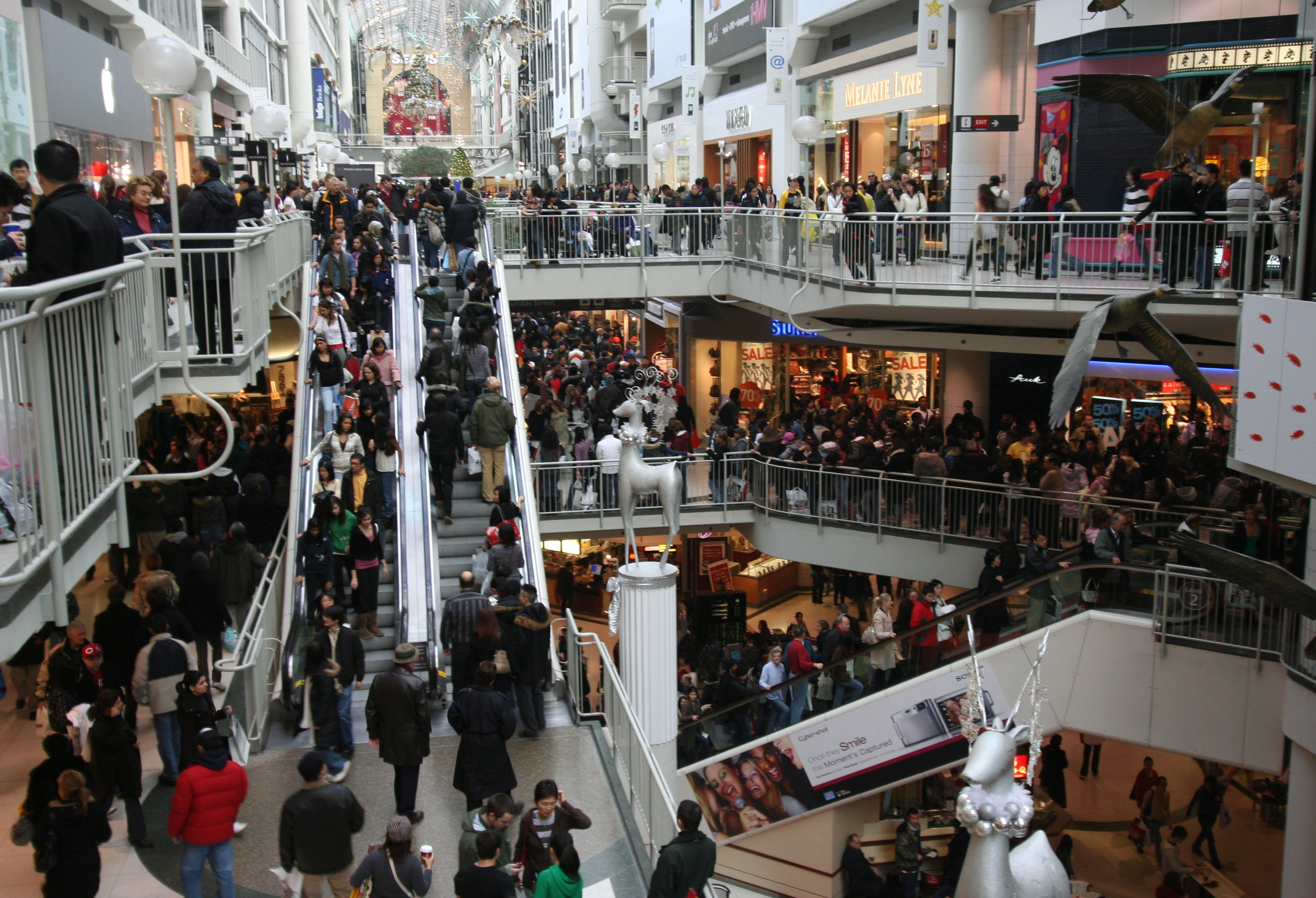
Multitudes comprando en Boxing Day en el Toronto Eaton Centre en Canadá, 2007.

En el Reino Unido, Canadá, Australia, Nueva Zelanda, y Trinidad y Tobago, es un día feriado conocido para hacer compras, muy parecido al Viernes negro (el día siguiente al día de Acción de Gracias) en los Estados Unidos. Las ventas en el Boxing Day son comunes en Canadá, Australia y Nueva Zelanda. En este momento las ventas son altas y con frecuencia con precios muy reducidos. Para muchos comerciantes Boxing Day es el día de mayores ingresos. 
En el Reino Unido, en el año 2000 se estimaron más de 12 millones de compradores (algo más de un 20% superior comparado con el 2008, pero probablemente influido por la pronta reversión del IVA el 1 de enero siguiente, siguiendo una temporada de reducción del 15%).
Es bastante común que se formen filas de clientes desde temprano esperando la apertura de las tiendas, especialmente las de tecnología. Muchas tiendas tienen productos con altos descuentos, pero en cantidades limitadas.
Frecuentemente los medios locales cubren el evento, mencionando en las estadísticas cuándo han llegado los compradores y en qué tiempo realizaron sus compras, mostrando imágenes de los compradores al llegar a los comercios y más tarde cuando abandonan los negocios con sus compras realizadas.
Muchos establecimientos limitan la entrada de clientes, otorgando boletos o entradas a ellos, dándoles la garantía y la seguridad de que tendrán disponibles los productos que deseen comprar sin arriesgarse a que se acabe el inventario.
En años recientes se ha expandido a la Boxing Week en Canadá.

## Deporte

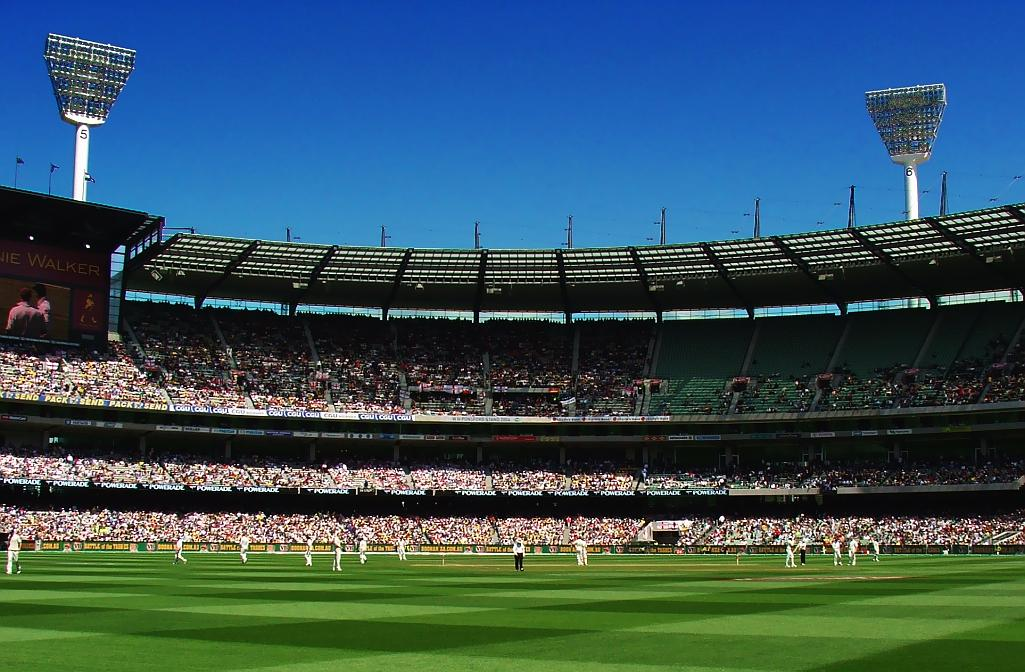
Boxing Day Test en el Melbourne Cricket Ground, 2006.

En las ligas de rugby británicas se programan encuentros en el Boxing Day. Originalmente eran encuentros amistosos entre equipos locales y equipos rivales de estos, lo que provocaba el desplazamiento de fanáticos que viajaban a diferentes lugares en donde se enfrentaban, todo esto un día después del día de la Navidad. Con la profesionalización del deporte en los años 90, comenzaron a celebrarse como parte del calendario de las ligas de Inglaterra y la Liga Celta partidos de rugby en el Boxing Day. 
En el fútbol, las ligas profesionales de Gran Bretaña e Irlanda programan en sus calendarios partidos en el Boxing Day, siendo las únicas ligas de Europa que mantienen actividad durante las celebraciones de Navidad y Año Nuevo, sin entrar en el receso de fin de año, lo que hace que estas ligas terminen más pronto que el resto de ligas en el continente.
Este día suele utilizarse tradicionalmente para realizar otras competiciones deportivas, como partidos de baloncesto, tenis, cacería, etc. En Melbourne, Australia, se suelen realizar durante el Boxing Day test o juegos de cricket en el Melbourne Cricket Ground.